# Gymnocarena magna
Gymnocarena magna är en tvåvingeart som beskrevs av Allen L.Norrbom 1992. Gymnocarena magna ingår i släktet Gymnocarena och familjen borrflugor. Inga underarter finns listade i Catalogue of Life.